# Rio Patnos
O rio Patnos (em turco: Patnos çayı[a]) ou Manzicerta (em armênio: Մանազակերտ գետ; romaniz.: Manazkert get) é um rio da Turquia que flui no distrito de Manzicerta, na província de Muxe. Nasce nas encostas oeste das montanhas Salcanse e flui pela planície de Manzicerta, a noroeste da cidade homônima. Se funda ao rio Arasani em sua margem esquerda. É abastecido por um sistema misto e inunda na primavera.